# Југословенска комунистичка група
Југословенска комунистичка група, позната и као Југословенска секција при Руској комунистичкој партији (касније Комунистичка партија (бољшевика), Срба, Хрвата и Словенаца) је била завереничка организација југословенских учесника руске револуције, формирана у Москви, 1918. године.
Чланови ове групе ће постати језгра младог комунистичког покрета у Краљевини СХС. Циљ групе био је ширење совјетске револуције на Балкан. Радило се о конспиративној организацији сличној завереничким, Бланкизамбланкистичким организацијама.
Чланови ЦК КП(б) СХС су дејствовали у Хрватској (Приморје, Далмација, Славонија), Босни и Херцеговини и Србији.

## Оснивање у Москви

### Југословенска комунистичка група
Југословенска комунистичка група при РКП(б) је основана на Конгресу социјалдемократа интернационалиста (углавном бивших аустроугарских заробљеника) 1918. у Москви. То је први конгрес после Октобарске револуције чији је иницијатор био Владимир Лењин. У припреми конгреса највише су били ангажовани од стране Мађара Бела Кун, а од стране Југословена др Вукашин Марковић. Конгресу је присуствовало око 500 људи. Вукашин Марковић је говорио о потреби стварања организације аустроугарских заробљеника који ће, када се врате у своју земљу, бити способни да изврше револуционарне задатке по узору на бољшевике.
Конгрес је донео резолуцију о стварању Федерације иностраних група при РКП(б), унутар које је формирана и Југословенска комунистичка група. Њено су руководство сачињавали: др Вукашин Марковић, Драгутин Година, Иван Ференчак, Иван Матузовић, Фрањо Дробни, Владимир Ћопић, Лазар Вукичевић, Лазо Манојловић, Никола Груловић, Никола Ковачевић, Јосип Сорић, Драгутин Видњевић и Милан Бркић. На седници ЈКГ од 3. јула 1918, изабран је Вукашин Марковић за председника. Након његовог одласка на фронт, 15. августа 1918, Владимир Чопић је именован за помоћника са овластима да руководи групом.

### Комитет будуће комунистичке партије
Дана 5. новембра 1918. године организовано је водство будуће Комунистичке партије Срба, Хрвата и Словенаца у Москви. Том приликом је договорено да се по повратку у Краљевину СХС организује илегални револуционарни рад. Предвиђено је да радом КП СХС управља уски круг људи, првенствено бивши судионици октобарске револуције и Руског грађанског рата.
Федора Бикар као чланове Комитета наводи:
- Лазар Вукичевић из Сомбора, као Председник Комитета
- Никола Груловић из Башке
- Фрањо Дробни из Осијека
- Лазар Манојловић из Новог Сада
- Сава Лазић из Лалића
- Спасоје Стејић из Новог Кнежевца
- З. Петолд из Истре

Иван Очак наводи да су чланови тајног Комитета били још:
- Владимир Ћопић
- Никола Ковачевић
- Анте Цилига
- Лазар Вукичевић

### Програм
Иницијативни Комитет КП СХС је планирао револуционарно преузимање власти. Неке од тачака програма су предвиђале:
- стварање илегалних партијских ћелија и легалних партијских организација;
- ширење комунистичке пропаганде у војсци Краљевине СХС;
- преузимање власти и успостављање диктатуре пролетеријата;
- одбрана прве комунистичке државе у свету, Совјетске Русије;
- осуда издајица, односно социјалдемократских вођа који су подржали ратове својих земаља;
- врбовање присталица социјалдемократских странака;

Секретар Комитета Никола Ковачевић у својим сећањима наводи да су југословенски комунисти још у Москви одлучили код куће створити конспиративне партијске организације по узору руских бољшевичких за време царизма.

## Повратак револуционара у Краљевину
Повратници из Русије ширили су идеје октобарске револуције. Југословенски комунисти повратници су рачунали да је потребна само искра да букне револуционарни пожар који ће срушити Краљевство. На тлу југословенских земаља, у Лабину и Птују, основане су совјетске републике, а у југоисточном Банату проглашена је Кусићка совјетска република.
Међу комунистима повратницима, парола светске револуције је била веома актуелна. Учесници револуције су се враћали у Краљевину СХС као прекаљени борци, са партијским задатком да припремају револуцију на Балкану. Комунисти-повратници оснивали су након повратка у домовину претежно илегалне партијске организације.
»Драги друже! Учини ово: створи у месту нелегалну организацију, и то оваку: нађи у месту још 4 друга и образујте одбор комунистичке нелегалне организације и распоредите рад овако: ти имаш да држиш везу са окружним одбором (тј. са нама), само ти имаш да знаш гдје се ми налазимо, само ти имаш да примаш директиве од нас, и само ти имаш да нам о раду вашем извјештај дајеш. Између остала она 4 један има да буде благајник, несме ништа да ради, и има само паре да чува, она остала тројица имају опет у месту и у околним селима као и у Врднику да организују комунистичке групе, са тим групама одржавају они везу који су је организовали, једна група за другу не сме да зна.

Ваша је дужност да нам шаљете извештај: а) Колико група и где имате, б) колико чланова и чиме се занимају. Ако има тамо оружја за купит, јавите нам. С комунистичким поздравом Окружни одбор.«— Директивно писмо Окружног одбора за оснивање илегалне организације у Срему
Као што је у Будимпешти договорено, повратнике су дочекивали у Београду Драгиша Лапчевић и другови, у Новом Саду Михајло Вич, Гојко Вуковић, Лоришић и други. Са Сарајевом и другим градовима такође су успостављене добре везе.

### Рад Фрање Дробног
Дробни је из Русије са Матузовићем стигао у Пешту, где су се повезали са водећим комунистичим револуционарима:
У Пешту сам стигао заједно са Иваном Матузовићем и тамо смо се повезали са друговима Куном, Пором и Самуелијем. Ми смо тада веровали да ће у Југославији букнути револуција и ја сам пошао са задатком да се по вежем са југославенским друговима и тако сам стигао у Загреб. Ту сам нашао друга Брудњака, Борнемису, Цилигу, Миљуша.— Фрањо Дробни
Децембра 1918. године, као члан ЦК Комунистичке партије Срба, Хрвата и Словенаца упућен је на партијски рад у Краљевину СХС. Учествује у илегалном покрету вршећи поверљиве курирске и друге дужности. Дана 5. децембра 1918. долази у Загреб, где затиче републиканске демонстрације, које су крваво угушене интервенцијом војске новопроглашене Краљевине СХС (види просиначке жртве). Дробни и Цилига су покушали да убаце совјетске пароле у поворку, али су социјалдемократи били против:
Наишао сам на војску на челу које се налазила глазба, а у поворци су носили транспарент с паролом Живјела Република. Одмах сам предложио Цилиги да одемо у Раднички дом, да тражимо црвену заставу и да се прикључимо поворци. У дому смо нашли Котура Симу и од њега тражили да нам даде црвену заставу да је носимо пред поворком и да узвикујемо пароле 'Живјела радничка и сељачка република'. Међутим, ни застава ни пароле нису добивене, јер су социјалдемократи били против револуције.— Фрањо Дробни
Дана 14. Децембра 1918. руководиоци Филип Филиповић и Иван Матузовић су из Будимпеште известили Москву о деловању Фрање Дробног:
Дробни је потом отишао за Осијеку, где је такође створена илегална организација. Из полицијских се материјала види да је састајалиште те организације било код неког Киша, да је она имала складиште за илегалну литературу и добро развијену илегалну технику, па и оригиналан службени печат за кривотворење путних исправа.

### Рад Ћопића и Ковачевића
У децембру 1918. стигли су у Загреб руководиоци КП СХС Владимир Ћопић и Никола Ковачевић. По повратку у Загреб, почели су да врбују бивше социјалдемократе и стварали револуционарну организацију. Убрзо је успостављена веза с вођама радничког покрета Славком Каурићем, Светозаром Делићем, Габријелом Крањецом, Стјепаном Турковичем, Антуном Божичевићем и другима. Успостављена је и веза с истакнутим левичарима Аугустом Цесарцем, Мирославом Крлежом, Симом Миљушем и Фрањом Љуштином. Са њима је усклађен став према најважнијем питању радничког покрета, одбрани Совјетске Русије.
У Загребу су одмах нађени илегални станови, а већ у децембру 1918. је организована прва илегална група. Ковачевић и Ћопић су поткрај просинца 1918. послали преко Беча у Москву писмени извештај о организовању комунистичких група у Загребу.
Након стварања илегалне ћелије у Загребу — вероватно у железничкој радионици — Ћопић се упутио у Хрватско Приморје, где је посетио Сушак, Ријеку, Цриквеницу, Краљевицу и Бакар, те затим прешао у Горски котар (Делнице) и Лику (Госпић и Оточац), а Ковачевић прво у Сарајево и Мостар, а затим Славонску Пожегу и Славонски Брод. После овога требало је да се састану у Београду с српским социјалистом Филипом Филиповићем, који је већ организовао бољшевичку организацију.

### Рад Вукичевића и Груловића
У фебруару 1919. стигли су у Нови Сад као посљедњи чланови руководства КП(б) СХС Лазар Вукичевић и Никола Груловић. Према сећањима Вукичевића, он се пред одлазак из Русије срео с Лењином који му је саветовао да се балкански комунисти уједине, јер ће само јединство осигурати успех у борби и помоћ младој совјетској републици. По повратку, војвођанска група је почела да дејствује неовисно, не знајући за рад Ћопићеве групе у Хрватској и другим крајевима.
У Војводини су такође почели да оснивају илегалне партијске организације и групе. То се види из њихова извештаја који су 15. марта 1919. послали будимпештанској групи РКП (б), у ком кажу да су »по многим местима организовали Комунистичке кружоке«.
У Бечкереку (Зрењанин) је илегална организација врло брзо расла. На почетку марта већ бројила око 200 чланова, који су илегално сакупљали оружје ради »остварења социјалистичке републике«.

### Полицијска сазнања
Илегална комунистичка активност није прошла незапажено. Полиција је пажљиво пратила активности Николе Ковачевића у Сарајеву. Већ 2. јануара 1919. председник владе Босне и Херцеговине В. Шола јавио је министру унутрашњих послова С. Прибићевићу да се »бољшевик Ковачевић налази у Сарајеву« и да је он »најспособнији и најопаснији бољшевик«.
Министар унутрашњих послова Краљевине СХС Светозар Прибићевић истог дана је известио хрватског бана Антуна Михаловића како има сазнања да су из Москве послани људи "да у нашим крајевима шире бољшевизам":
Од тих знадем за имена само неких и то: Ковачевић под именом Красоје, пореклом Личанин, који има да ради у Загребу, Београду или Сарајеву [...]. Осим тога је послат у Нови Сад неки Мијатов, а у Загреб неки Ћопић који се крије под именом Отпиленић [...] Главни им је циљ комунизам.
— Министар унутрашњих послова Светозар Прибићевић
Прибићевић од хрватског бана захтева да споменуте особе »треба строго контролисати«. Полиција је 4. јануара јавила да Никола Ковачевић није регистрован и да још није ухапшен. Прибићевић је 14. јануара у телеграму земаљској влади јавио да је Ковачевић »један од главних вођа југословенских бољшевика«.

### Хапшење Ћопића
Обзиром да су у приморју постојале социјалдемократске организације чији су чланови пристајали уз левицу, Ћопић је предложио да се јануара 1919. у Сушаку или Ријеци одржи илегална конференција у циљу уједињења левих снага у том крају. Конференција је одржена средином јануара. Истовремено, војна полиција хапси Ћопића у Загребу, а пушта га након месец дана притвора.

## Веза са Москвом
Југословенски комунисти који су остали у Москви логистички су помагали млади комунистички покрет у Југославији. Филип Филиповић у писму Москви описује напредовање комуниста у земљи, и говори о помоћи коју очекује од Југословенске комунистичке групе при РКП (б):
Међу радницима Југославије велика је заинтересованост за комунизам (бољшевизам), нарочито у Србији и Босни. Социјалдемократизам код нас није јак, њега ћемо врло лако уништити. Али нам је потребна због тога хитно литература. Обзиром да је врло тешко пребацивати отуда књиге у великој количини, због тога нам је потребно слати по један егземплар од сваке брошуре, летка и уопће свега што ви штампате. У интересу нашег младог комунистичког покрета то је потребно учинити чим прије. Иначе ћемо бити присиљени да сами преводимо сваку брошуру и да губимо драгоцјено вријеме. Књиге и брошуре можете предати доносиоцу овог писма, јер се они ускоро враћају опет овамо у Будимпешту.— Филип Филиповић

## Спор око метода борбе
Чланови Комитета КП СХС су тражили да се организује илегална комунистичка партија, но леви социјалдемократи су били против тога, уверени да ће задобити већину чланства постојећих радничких партија. Комунисте-повратнике су прије свега нападали "десни" социјалисти, а њихову пропаганду Октобарске револуције сматрали су »опасном по раднички покрет и демократски развој«.